# Dicksonia plumieri
Dicksonia plumieri là một loài dương xỉ trong họ Dicksoniaceae. Loài này được Hook. mô tả khoa học đầu tiên năm 1846.